# Baron Dacre
Baron Dacre ist ein erblicher britischer Adelstitel, der viermal in der Peerage of England verliehen worden ist.

## Verleihungen

### Erste Verleihung
Die Baronie wurde am 15. Mai 1321 für Ralph Dacre geschaffen, als dieser durch Writ of Summons ins Parlament einberufen wurde. 
Die Würde wurde 1541 dem 9. Baron aberkannt, als dieser wegen angeblichen Mordes verurteilt und hingerichtet wurde. 1558 wurde der Titel jedoch durch Act of Parliament für seinen Sohn wieder in Kraft gesetzt.
Der 15. Baron wurde am 5. Oktober 1674 auch zum Earl of Sussex erhoben, hinterließ aber keine Söhne, so dass das Earldom bei seinem Tod 1715 erlosch. Die Baronie Dacre war als Barony by writ hingegen auch in weiblicher Linie vererbbar und fiel in Abeyance zwischen seinen beiden Töchtern. Als die ältere Tochter 1741 kinderlos starb, erhielt die jüngere den Titel als 16. Baroness.
Bevor der spätere 23. Baron 1890 den Titel von seinem kinderlosen Bruder erbte, war er bereits am 4. März 1884 zum Viscount Hampden, of Glynde in the County of Sussex, erhoben worden, nachdem er viele Jahre Speaker des House of Commons gewesen war. Als der 4. Viscount bei seinem Tod 1965 keine Söhne hinterließ, fiel die Viscountswürde an seinen jüngeren Bruder David Brand als 5. Viscount, während die Baronie Dacre in Abeyance zwischen seinen beiden Töchter fiel. Die Abeyance wurde 1970 zugunsten der älteren Tochter als 27. Baroness beendet. Heutige Titelinhaberin ist seit 2014 deren Enkelin Emily Douglas-Home als 29. Baroness.

### Zweite bis Vierte Verleihung
Parallel zum vorgenannten Titel, wurde die Würde eines Baron Dacre noch drei weitere Male in der Peerage of England verliehen.
Das erste Mal geschah dies am 9. Oktober 1459, als Sir Ralph Dacre, der zweite Sohn des 6. Barons Dacre, durch Writ of Summons ins Parlament berufen wurde. Er war Herr von Gilsland in Nordengland. Zur Unterscheidung von der Baronie von 1321 wurde sein Titel auch Baron Dacre of the North und der ältere Baron Dacre of the South genannt. Im Laufe der Rosenkriege fiel er 1461 auf Seiten des Hauses Lancaster in der Schlacht von Towton und wurde wegen seines Kampfes gegen das Haus York postum wegen Hochverrats geächtet, wodurch der Titel erlosch.
Am 8. April 1473 wurde der Titel für sein jüngerer Bruder, den dritten Sohn des 6. Barons, Sir Humphrey Dacre neu geschaffen. Er hatte zwischenzeitlich die Besitzungen seines Bruders in Gilsland geerbt. Zur Unterscheidung von der Baronie von 1321 wird sein Titel Baron Dacre of Gilsland genannt. Beim Tod seines Ur-urenkels, des 5. Barons, am 17. Mai 1569 fiel der Titel in Abeyance zwischen dessen drei Schwestern. Allerdings ist umstritten, ob der Titel nicht statt durch Writ of Summons durch Letters Patent verliehen worden war, und daher nur in männlicher Linie erblich war und 1569 erlosch.
Am 30. April 1661 wurde der Titel Baron Dacre of Gillesland, of Gillesland in the County of Cumberland, an Charles Howard verliehen. Er war ein Urenkel der jüngsten Schwester des 5. Barons der Verleihung von 1473. Zusammen mit der Baronie wurden ihm die übergeordneten Titel Earl of Carlisle und Viscount Howard of Morpeth, of Morpeth in the County of Northumberland, verliehen. Heutiger Inhaber dieser Titel ist seit 1994 sein Nachfahre George Howard, 13. Earl of Carlisle.

### Life Peerage
Zuletzt wurde am 27. September 1979 der Titel Baron Dacre of Glanton, of Glanton in the County of Northumberland, als Life Peerage in der Peerage of the United Kingdom dem Historiker Hugh Trevor-Roper verliehen. Er war ein Ur-Ur-Ur-Urenkel der 16. Baroness. Der Titel erlosch bei seinem Tod 2003.

## Liste der Barone Dacre

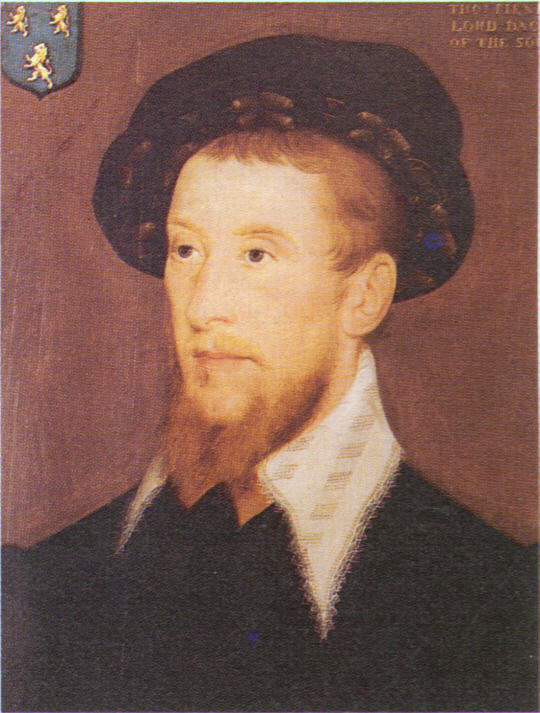
Thomas Fiennes, 9. Baron Dacre

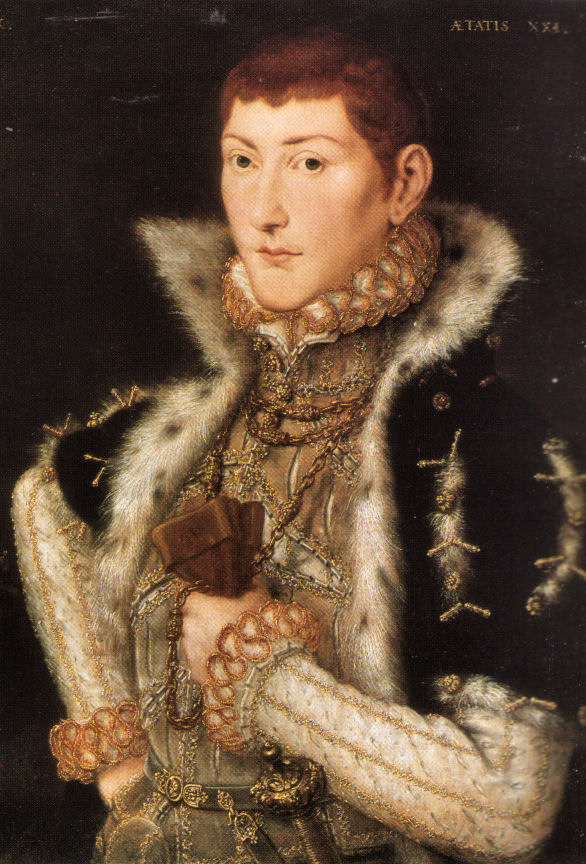
Gregory Fiennes, 10. Baron Dacre

### Barone Dacre, erste Verleihung (1321)
- Ralph Dacre, 1. Baron Dacre (um 1290–1339)
- William Dacre, 2. Baron Dacre (1319–1361)
- Ralph Dacre, 3. Baron Dacre (1321–1375)
- Hugh Dacre, 4. Baron Dacre (1335–1383)
- William Dacre, 5. Baron Dacre (1357–1399)
- Thomas Dacre, 6. Baron Dacre (1387–1458)
- Joan Fiennes, 7. Baroness Dacre (1433–1486), ⚭ Richard Fiennes, iure uxoris Baron Dacre († 1483)
- Thomas Fiennes, 8. Baron Dacre (1474–1533)
- Thomas Fiennes, 9. Baron Dacre (1517–1541) (Titel verwirkt 1541)
- Gregory Fiennes, 10. Baron Dacre (1558–1594) (Titel wiederhergestellt 1558)
- Margaret Lennard, 11. Baroness Dacre (1541–1612)
- Henry Lennard, 12. Baron Dacre (1570–1616)
- Richard Lennard, 13. Baron Dacre (1596–1630)
- Francis Lennard, 14. Baron Dacre (1619–1662)
- Thomas Lennard, 1. Earl of Sussex, 15. Baron Dacre (um 1653–1715) (Baronie abeyant 1715)
- Anne Barrett-Lennard, 16. Baroness Dacre (1684–1755) (Abeyance beendet 1741)
- Thomas Barrett-Lennard, 17. Baron Dacre (1717–1786)
- Trevor Roper, 18. Baron Dacre (1745–1794)
- Gertrude Brand, 19. Baroness Dacre (1750–1819)
- Thomas Brand, 20. Baron Dacre (1774–1851)
- Henry Trevor, 21. Baron Dacre (1777–1853)
- Thomas Trevor, 22. Baron Dacre, 22. Baron Dacre (1808–1890)
- Henry Brand, 1. Viscount Hampden, 23. Baron Dacre (1814–1892)
- Henry Brand, 2. Viscount Hampden, 24. Baron Dacre (1841–1906)
- Thomas Brand, 3. Viscount Hampden, 25. Baron Dacre (1869–1958)
- Thomas Brand, 4. Viscount Hampden, 26. Baron Dacre (1900–1965) (Titel abeyant 1965)
- Rachel Douglas-Home, 27. Baroness Dacre (1929–2012) (Abeyance beendet 1970)
- James Douglas-Home, 28. Baron Dacre (1952–2014)
- Emily Douglas-Home, 29. Baroness Dacre (* 1983)

Voraussichtliche Titelerbin (Heiress Presumptive) ist die Tante der aktuellen Titelinhaberin, Hon. Sarah Douglas-Home (* 1954).

### Barone Dacre (of the North), zweite Verleihung (1459)
- Ralph Dacre, 1. Baron Dacre (um 1412–1461) (Titel verwirkt 1461)

### Barone Dacre (of Gilsland), dritte Verleihung (1473)
- Humphrey Dacre, 1. Baron Dacre († 1485)
- Thomas Dacre, 2. Baron Dacre (um 1464–1525)
- William Dacre, 7. Baron Greystoke, 3. Baron Dacre (1500–1563)
- Thomas Dacre, 8. Baron Greystoke, 4. Baron Dacre (um 1527–1566)
- George Dacre, 9. Baron Greystoke, 5. Baron Dacre (1561–1569) (Titel abeyant)

### Barone Dacre of Gillesland, vierte Verleihung (1661)
- Charles Howard, 1. Earl of Carlisle, 1. Baron Dacre (1629–1685)
- Edward Howard, 2. Earl of Carlisle, 2. Baron Dacre (1646–1692)
- Charles Howard, 3. Earl of Carlisle, 3. Baron Dacre (1669–1738)
- Henry Howard, 4. Earl of Carlisle, 4. Baron Dacre (1694–1758)
- Frederick Howard, 5. Earl of Carlisle, 5. Baron Dacre (1748–1825)
- George Howard, 6. Earl of Carlisle, 6. Baron Dacre (1773–1848)
- George Howard, 7. Earl of Carlisle, 7. Baron Dacre (1802–1864)
- William Howard, 8. Earl of Carlisle, 8. Baron Dacre (1808–1889)
- George Howard, 9. Earl of Carlisle, 9. Baron Dacre (1843–1911)
- Charles Howard, 10. Earl of Carlisle, 10. Baron Dacre (1867–1912)
- George Howard, 11. Earl of Carlisle, 11. Baron Dacre (1895–1963)
- Charles Howard, 12. Earl of Carlisle, 12. Baron Dacre (1923–1994)
- George Howard, 13. Earl of Carlisle, 13. Baron Dacre (* 1949)

Voraussichtlicher Titelerbe (Heir Presumptive) ist der Bruder des aktuellen Titelinhabers, Philip Howard (* 1963).

### Baron Dacre of Glanton (Life Peerage, 1979)
- Hugh Trevor-Roper, Baron Dacre of Glanton (1914–2003)